# Distretto di Mueang Samut Sakhon
Il distretto di Mueang Samut Sakhon (in thailandese: เมืองสมุทรสาคร) è un distretto (amphoe) della Thailandia, situato nella provincia di Samut Sakhon.